# Weihermühle (Marktleugast)
Weihermühle ist ein Gemeindeteil des Marktes Marktleugast im Landkreis Kulmbach (Oberfranken, Bayern). Weihermühle liegt in der Gemarkung Marienweiher.

## Geografie
Die Einöde liegt am Großen Koserbach. Eine Ortsstraße führt westlich und nordöstlich nach Marienweiher.

## Geschichte
Gegen Ende des 18. Jahrhunderts bestand Weihermühle aus einem Anwesen. Das Hochgericht übte das bambergische Centamt Marktschorgast aus. Das Kastenamt Stadtsteinach war Grundherr der Mahl- und Schneidmühle. Weihermühle erhielt bei der Vergabe der Hausnummern die Nr. 45 von Marienweiher.
Mit dem Gemeindeedikt wurde Weihermühle dem 1812 gebildeten Steuerdistrikt Marienweiher und der im selben Jahr gebildeten Gemeinde Marienweiher zugewiesen. Im Zuge der Gebietsreform in Bayern wurde Weihermühle am 1. Januar 1977 in die Gemeinde Marktleugast eingegliedert.

### Baudenkmal
- Mühle

### Einwohnerentwicklung
| Jahr      | 001818 | 001861 | 001871 | 001885 | 001900 | 001925 | 001950 | 001961 | 001970 | 001987 |
| Einwohner |        | 6      | 6      | 4      | 6      | 6      | 7      | 6      | 6      | 1      |
| Häuser    | 1      |        |        | 1      | 1      | 1      | 1      | 1      |        | 1      |
| Quelle    | [ 7 ]  | [ 9 ]  | [ 10 ] | [ 11 ] | [ 12 ] | [ 13 ] | [ 14 ] | [ 15 ] | [ 16 ] | [ 1 ]  |

## Religion
Weihermühle ist katholisch geprägt und nach Mariä Heimsuchung in Marienweiher gepfarrt.